# Wadrilltal (Naturschutzgebiet)
Das Naturschutzgebiet Wadrilltal liegt im Landkreis Merzig-Wadern im Saarland.

## Lage
Das 167 ha große Gebiet, das im Jahr 2016 unter Naturschutz gestellt wurde, befindet sich in der Stadt Wadern, Gemarkungen Gehweiler, Wadern, Wadrill und Wedern. Es besteht aus zwei Teilflächen nördlich von Wadern und nördlich von Wadrill.
Die südliche Teilfläche beginnt im Norden der Stadt Wadern, etwa 2 km nördlich der Mündung des Flusses Wadrill (Prims) in die Prims. Von dort erstreckt sich das Gebiet westlich der Landesstraße L 150 in Richtung Norden über Wedern bis zur Gemeinde Gehweiler. Die nördliche Teilfläche beginnt nordwestlich der Gemeinde Wadrill und folgt dem Verlauf des Flusses Wadrill bis zur Landesgrenze zu Rheinland-Pfalz westlich der Burg Grimburg. Die Fortsetzung des Tals auf rheinland-pfälzer Seite ist ebenfalls ein Naturschutzgebiet, das Wadrilltal zwischen Felsenmühle und Grimburg.

## Bedeutung
Die südliche der beiden Teilflächen des Naturschutzgebiets mit einer Größe von 152 ha wurde bereits 2005 unter der Bezeichnung Wadrilltal bei Wedern als Naturschutzgebiet NSG-116 ausgewiesen und 2016 in das neu geschaffene Gebiet Walldrilltal integriert.
Schutzzweck ist die Erhaltung, Wiederherstellung und Entwicklung eines günstigen Erhaltungszustandes, einschließlich der räumlichen Vernetzung, der hier vorherrschenden Pflanzen- und Tierarten sowie deren Lebensräume. Darüber hinaus soll das naturnahe Bachtal mit seinem strukturreichen Biotopkomplex aus Auwiesen und ausgedehnten mesotrophen Feucht- und Nasswiesen erhalten, gepflegt und entwickelt werden.

## Flora und Fauna
Das Wadrilltal ist geprägt durch Auenwälder und natürlich eutrophe Seen sowie verschiedene Wiesanarten wie Pfeifengraswiesen auf kalkreichem Boden, artenreiche montane Borstgrasrasen, magere Flachland-Mähwiesen und Hochstaudenfluren.
In und an den Gewässern sind zahlreiche Tierarten ansässig, deren Bestand erhalten werden soll, darunter Bachneunauge, Groppe, Gelbbauchunke und Biber.
Daneben sollen im Wadrilltal der Bestand des Großen Feuerfalters sowie verschiedener Vogelarten erhalten oder wiederhergestellt werden: Eisvogel, Neuntöter, Kiebitz, Bekassine, Wiesenpieper und Braunkehlchen.